# Musée Postes restantes
Le musée Postes restantes est un musée belge consacré à l'histoire de la poste et de l'écriture. Situé à Hermalle-sous-Huy, le musée fut créé par une association sans but lucratif et est toujours géré par une petite équipe de bénévoles.

## Genèse
Philatéliste dès l'âge de sept ans, l'Amaytois Armand Henrot (1926-2005) voue sa vie entière à la philatélie et à la Poste, étudiant non seulement les timbres-poste belges, français et luxembourgeois, mais aussi les marques postales figurant sur le courrier émis dans sa région natale, et collectionnant dans la dernière partie de sa vie des objets postaux.
À l'âge de 77 ans, il décide d'offrir sa collection d'objets de poste à l'association sans but lucratif qui gère le Musée de la Gourmandise car le conservateur de celui-ci, Charles-Xavier Ménage, l'a fort aidé dans ses recherches.
Un musée nait donc en 2004, dans le site historique et touristique de la Ferme castrale de Hermalle-sous-Huy où se trouvent déjà les Bibliothèque et musée de la Gourmandise. Son nom, Postes restantes, fait allusion au service « Poste restante » et au fait que la collection présente des objets restants de l'ancienne poste belge, les collections du Musée postal de Bruxelles ayant été dispersées un an plus tôt.

## Collections
La collection d'A. Henrot est constituée de couvre-chefs de facteurs de différents pays, d'uniformes de facteurs et factrices, de cannes, sacoches, claquoirs, machines diverses, affiches postales (modernes).  

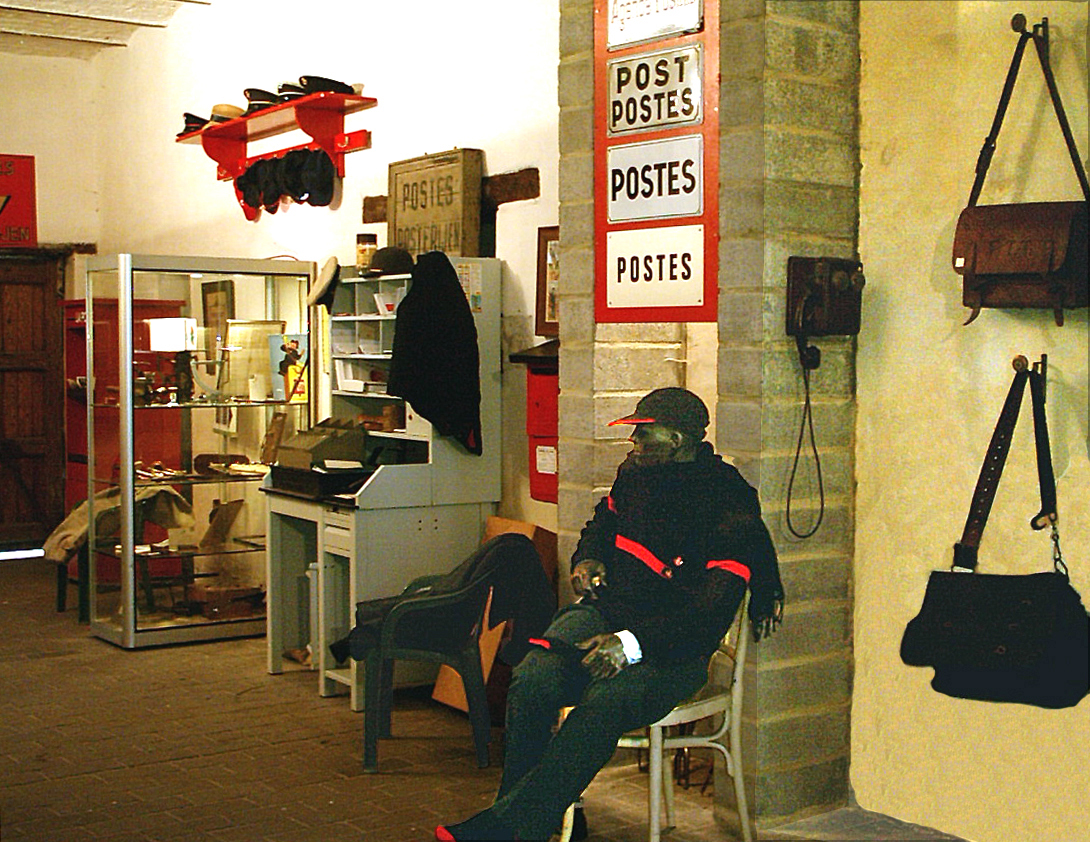
Vue partielle

Le musée développe peu à peu sa collection avec des cornets, enseignes postales, cachets, matériel de bureau de poste, intégrant également des objets contemporains dans l'optique de la conservation d'un patrimoine « à risque » – car la privatisation et la modernisation de la poste belge induisent la réduction radicale du nombre de bureaux de poste et la mise à la casse du matériel devenu superflu.
À ces objets s'ajoutent, dès la naissance du musée, ceux de l'écriture, rassemblés par une collectionneuse belge – l'idée de base étant que sans écriture, il n'y aurait pas eu de message ni par conséquent de poste – : Style, calame, plumes, porte-plumes et essuie-plumes, taille-plumes et taille-crayons, porte-mines, stylos, encriers, machines à écrire, à sténographier, etc. et aussi calligraphies du XVIIe au XIXe siècle.

## Visites guidées, bibliothèque et animations
Les guides privilégient le côté anecdotique de l'histoire de la poste et de l'écriture, ce qui rend la visite particulièrement attrayante.  Mais l'aspect scientifique n'en est pas négligé pour autant et les recherches d'ouvrages relatifs à la poste ont permis la création d'un fonds géré par le conservateur de la Bibliothèque de la Gourmandise.  Ce fonds est accessible sur demande écrite.
À la demande, pour les écoles et les groupes, le musée organise des animations en écriture et/ou art postal.

## Histoire de la poste et de l'écriture
Sur le site internet de la Ferme castrale, dans les pages consacrées au Musée Postes restantes, une « Petite histoire de la poste et de l'écriture » est développée de deux en deux mois.

## Expositions temporaires et prêts
Le musée présente une exposition thématique temporaire chaque année et prête des objets et documents à d'autres institutions culturelles.

## Sources
- Guide des musées Wallonie-Bruxelles, D/2007/3606/1
- A... Musées vous !, ISSN 0033-1872, 02/2006
- Anne Jacquemin, « Armand Henrot vide sa sacoche », dans Vers l'Avenir, 12 février 2004
- Michel Mary, Histoire des postes belges, des origines à la libéralisation,Encre du temps  (ISBN 9782960106107) Tubize, 2010
- Anne-Catherine Renier, « À pied le facteur allait d'Amay... à Waremme », dans La Meuse, 19 février 2004
- Frédérique Siccard, « Postes restantes, un musée en toutes lettres », dans Le Soir, 19 février 2004
- RTBF, « Bons baisers de chez nous », décembre 2005
- D.DH, « Prête-moi ta plume », dans 7 Dimanche, 18 juin 2006
- « La Langue française en fête à Soignies », dans Diagona, mars 2007